# Музей авиации и космонавтики (Париж)
Музей авиации и космонавтики (фр. Musée de l'Air et de l'Espace) — самый старый авиационный музей в мире. Расположен в помещениях бывшего аэровокзала Ле Бурже в пригороде Парижа Ле-Бурже и является одним из крупнейших авиакосмических музеев мира.

## История музея
В 1919 году Альбер Како (фр. Albert Caquot), начальник технической авиаслужбы (фр. Chef du Service Technique Aéronautique), предлагает министру обороны (в то время «министру войны», фр. Ministre de la Guerre) создать музей аэронавтики. Получив согласие, он собирает первые экземпляры для нового музея, который открывается в том же году в Исси-ле-Мулино (фр. Issy-les-Moulineaux) под названием Conservatoire de l’Aéronautique.
В 1921 году музей переезжает в Шале-Медон (фр. Chalais-Meudon), сменив название на Musée de l’Air.
В 1974 году Париж открывает новый аэропорт — аэропорт Шарля де Голля. В следующем же году Музей Авиации и Космонавтики занимает помещение бывшего аэропорта Ле Бурже.
Получив новые помещения, музей активно расширяет свою коллекцию, открывая новые залы:
- в 1987 году открывается зал, посвящённый периоду от зарождения авиации до первой мировой войны;
- в 1995 году — зал воздушных шаров и дирижаблей;
- в 1996 году открылся павильон, посвящённый Конкорду, где выставляется прототип этого сверхзвукового самолёта. В 2003 году к нему присоединяется Concorde Sierra Delta — единственный не пассажирский вариант Конкорда;
- в 2003 году в музее выставляется Боинг 747 — посетители могут пройти во все отделения самолёта, включая моторы;
- в 2006 году открывается павильон, посвящённый летательным аппаратам второй мировой войны;
- в 2007 году — новый павильон, посвящённый вертолётам;

В первой половине 2008 года музей Авиации и Космонавтики участвует в проводимом французским министерством культуры эксперименте, тестировавшем бесплатный вход в некоторые музеи. Отсутствие платы за вход в музей увеличило количество посетителей на 40 %, в результате чего руководство музея приняло совместное с министерством культуры решение о бесплатности музея с 2009 года.
К 70-летию окончания Второй мировой войны в Европе организована специальная постоянная экспозиция, посвященная французскому авиационному полку Нормандия-Неман, воевавшему на Восточном фронте.

## Постоянная коллекция
Коллекция музея включает около 20 тысяч экспонатов, в том числе более 180 летательных аппаратов, отражающих полную историю авиации.
Коллекция разбита на следующие хронологические и тематические категории:
- 1500—1900
- 1900—1914
- 1914—1918
- 1919—1939
- 1939—1945
- Прототипы
- Французская авиация
- Космос

### 1500—1900

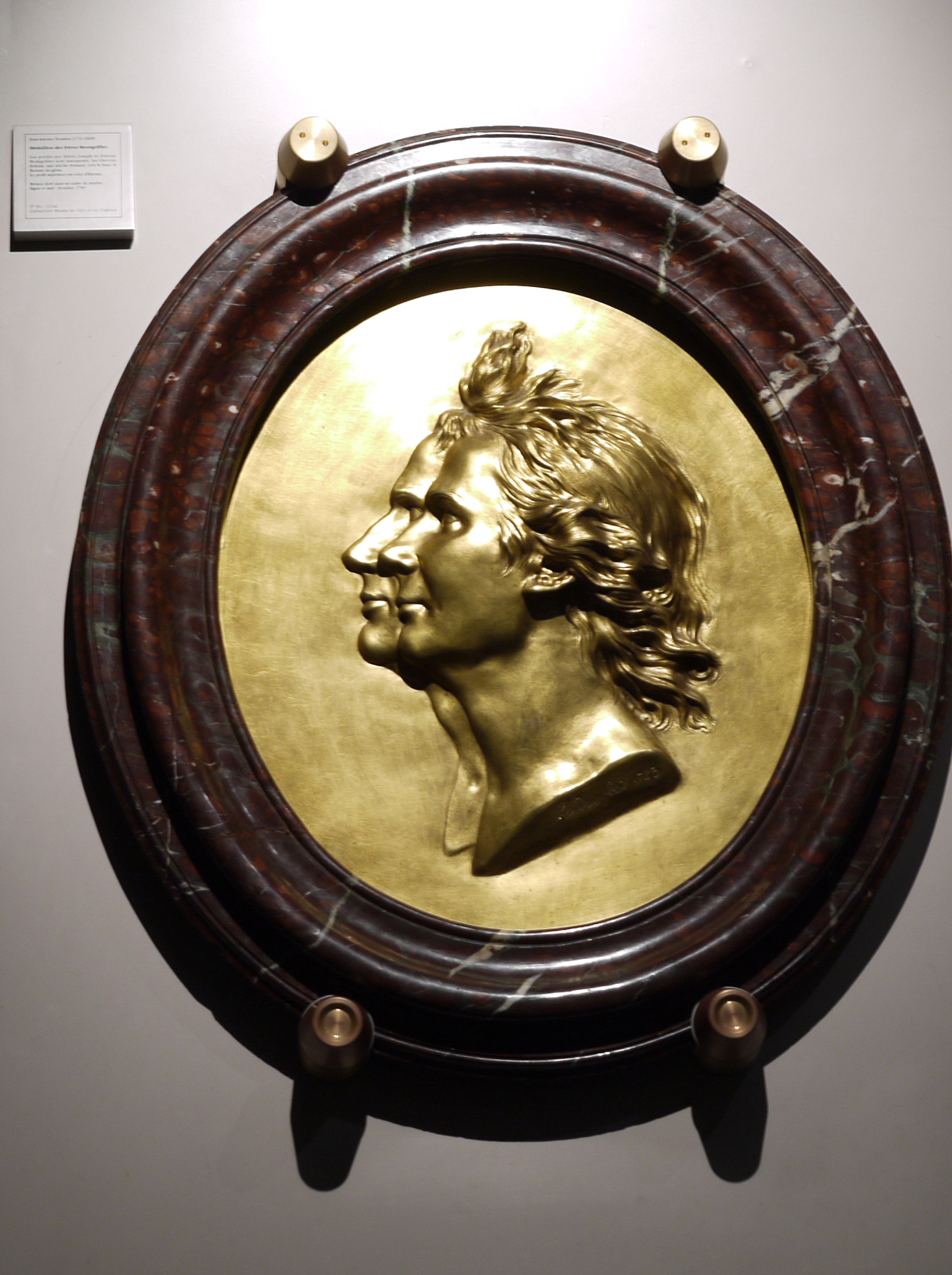
Братья Монгольфье, 1783 год

Хронологически самый ранний раздел музея авиации и космонавтики содержит коллекцию предметов, рассказывающих историю полётов человека от зарождения мечты о полёте (миф об Икаре, работы Леонардо) до первых приспособлений, реально поднявших человека в воздух.

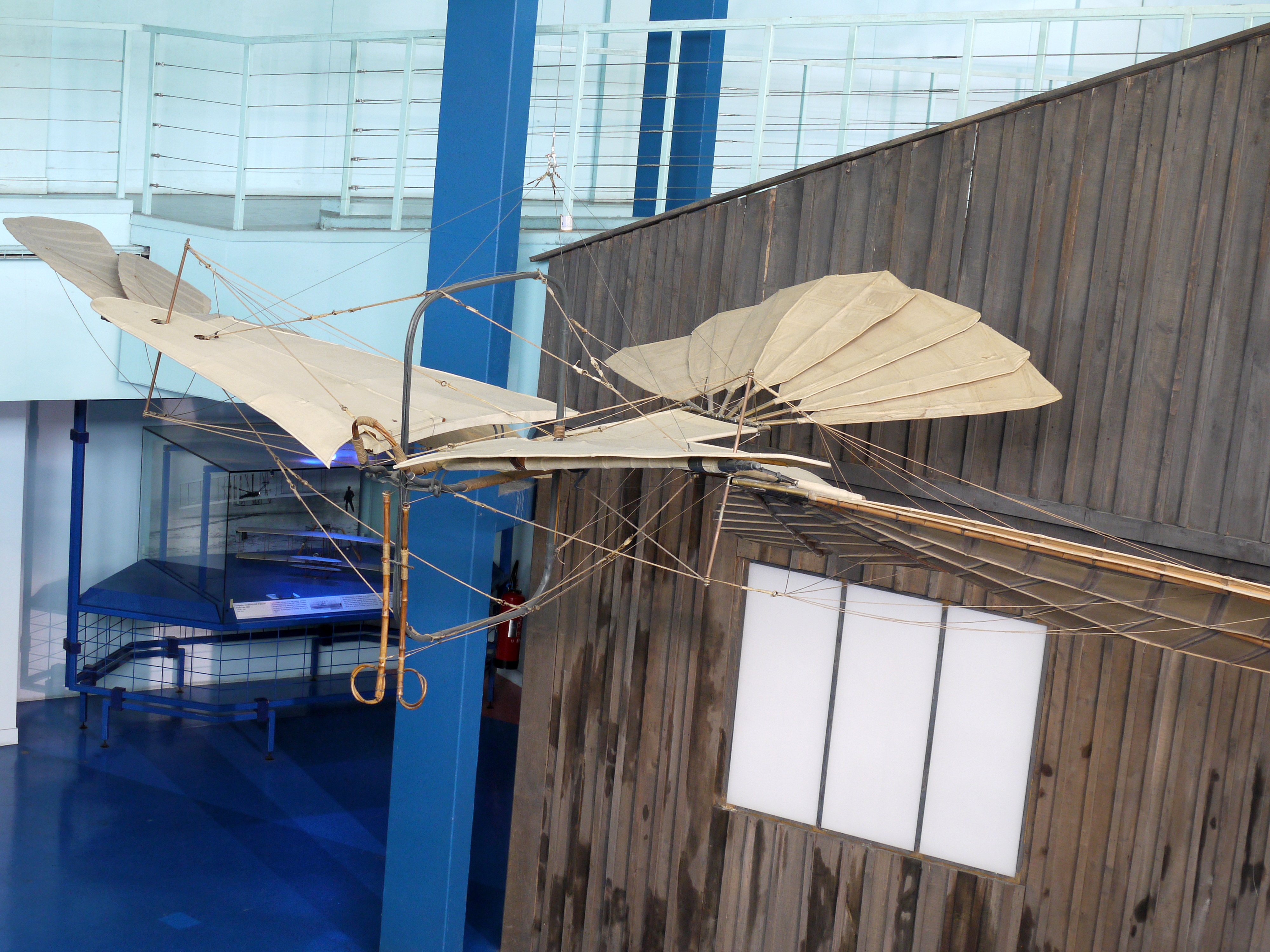
Планер Massia-Biot, 1879 год

Первыми удачными летательными аппаратами человека были воздушные шары, наполненные горячим воздухом, созданные в 1783 году братьями Монгольфье (на илл. справа — бронзовый медальон с профилями братьев Монгольфье, ближний — Этьен).
Около века летательные аппараты оставались легче воздуха, монгольфьеров сменили шарльеры — воздушные шары, наполняемые газами легче воздуха, появились первые дирижабли.
Но только в 1890 году Клементу Адеру удаётся построить первый летательный аппарат тяжелее воздуха. На своём аппарате он пролетел 50 метров, поднявшись на высоту 15 сантиметров. Этот аппарат не сохранился для музея, и самым старым из хранящихся в Парижском музее авиации планеров является планер Massia-Biot, датируемый 1879 годом (на илл. слева).

### Космос
В числе экспонатов:
- планер Massia-Biot — самый старый из сохранившихся оригинальных планеров, 1879 год;
- первый массовый[3] самолёт — «Demoiselle» Сантос-Дюмона, 1907 год;
- самолёт Voisin-Farman — первый самолёт, совершивший полёт по замкнутому маршруту в 1 км, 1907 год (в музее представлена копия 1919 года);
- Blériot XI Луи Блерио — самолёт этого типа первым пересёк Ла-Манш 2 июля 1909 года;
- первый гидросамолёт — гидросамолёт Анри Фабра (фр. Henri Fabre), 1910 год;
- первый самолёт, превысивший скорость 200 км/ч — Deperdussin «monocoque», 1912 год;
- Моноплан Моран-Сольнье — на самолёте такого типа Ролан Гаррос первым перелетел через Средиземное море в 1913 году;
- 2 самолёта Конкорд: серийная (пассажирская) модель, а также «номер один» — тестовая модель «Конкорда», позднее переоборудованная в летающую исследовательскую лабораторию;
- Боинг-747;
- ракета-носитель Ариан.

## Практическая информация
Музей открыт каждый день кроме понедельников. Выходные: 1 января и 25 декабря.
Часы работы:
- летом (с 1 апреля по 30 сентября) с 10:00 до 18:00
- зимой (с 1 октября по 31 марта) с 10:00 до 17:00

Посещение постоянной экспозиции музея бесплатно. Автостоянка платная.
На территории музея открыт планетарий.
В музее периодически проводятся выставки, вход на которые оплачивается отдельно. К 100-летию Первой Мировой войны открыта временная выставка «Верден. Воздушная битва».